# Sergej Postrechin
Sergej Al'bertovič Postrechin (in russo Сергей Альбертович Рострехин?, in ucraino Сергій Альбертович Пострєхін?, Serhij Al'bertovyč Postrjechin; Cherson, 1º novembre 1957) è un ex canoista sovietico, dal 1991 ucraino.

## Biografia

### Carriera sportiva
Ha gareggiato tra la fine degli anni '70 e l'inizio degli anni '80. Alle Olimpiadi estive del 1980 a Mosca, in rappresentanza dell'Unione Sovietica, ha vinto la medaglia d'oro nella gara C-1 500 metri e la medaglia d'argento nella gara C-1 1000 metri.
Postrechin ha anche vinto tre medaglie ai campionati mondiali di Canoa velocità con un oro (C-1 500 metri nel 1979) e due bronzi (C-1 500 metri nel 1982,
C-2 1000 metri nel 1978).

### Dopo il ritiro
Al termine della sua carriera sportiva di atleta, Postrekhin è diventato allenatore di canoa, ha lavorato per il Ministero degli Affari Interni ucraino ed è diventato un imprenditore con diversi interessi economici.

## Palmarès
- Giochi olimpici:

Mosca 1980: Oro C-1 500 m, argento C-1 1000 m
- Campionati del mondo:

Belgrado 1978: Bronzo C2 1000 m
Duisburg 1979: Oro C1 500 m
Belgrado 1982: Bronzo C1 500 m